# Nguyễn Thị Lụa
Nguyễn Thị Lụa (sinh năm 1966) là nữ thẩm phán cao cấp người Việt Nam. Bà hiện giữ chức vụ Chánh án Tòa án nhân dân tỉnh Lai Châu.

## Tiểu sử
Nguyễn Thị Lụa sinh năm 1966, quê quán tại xã Ngọc Sơn, huyện Thanh Chương, tỉnh Nghệ An.
Cha của bà là quân nhân Quân đội nhân dân Việt Nam, từng tham gia chiến dịch Điện Biên Phủ.
Mẹ của bà là nữ thanh niên xung phong từ miền xuôi lên miền núi xây dựng công trình Nông trường Điện Biên.
Bà có bằng Cử nhân Luật.
Bà là đảng viên Đảng Cộng sản Việt Nam.
Năm 1987, bà bắt đầu công tác trong ngành Tòa án nhân dân (Việt Nam).
Năm 2004, tỉnh Lai Châu được chia tách, bà được điều động công tác ở khu vực thuộc tỉnh Lai Châu mới.
Năm 2012, bà là Phó Chánh án Tòa án nhân dân tỉnh Lai Châu.
10 năm sau ngày bà về công tác ở tỉnh Lai Châu mới thành lập, năm 2014, bà được bổ nhiệm giữ chức vụ Chánh án Tòa án nhân dân tỉnh Lai Châu.
Tính đến tháng 9 năm 2015, bà đã tham gia xét xử hơn 500 vụ án, không có vụ án nào trong số đó bị hủy hay cải sửa.
Hiện nay (2018), bà đang là Tỉnh ủy viên Tỉnh ủy Lai Châu, Chánh án Tòa án nhân dân tỉnh Lai Châu.

## Gia đình
Bà đã lập gia đình, và có hai con.

## Phong tặng
- Danh hiệu "Chiến sỹ thi đua cơ sở"[2]
- Danh hiệu Chiến sĩ thi đua ngành Tòa án[2]
- Bằng khen của Thủ tướng Chính phủ Việt Nam[2]
- Bằng khen của Chủ tịch Ủy ban nhân dân tỉnh Lai Châu[2]
- Bằng khen của Chánh án Tòa án nhân dân tối cao Việt Nam[2]